# Johann Carl Salomo Thon
Johann Carl Salomo Thon (* 31. Dezember 1751 auf der Lichtenburg bei Ostheim vor der Rhön; † 7. März 1830 in Eisenach) war ein Eisenacher Geheimer Rat und Oberkonsistorialdirektor im Herzogtum Sachsen-Weimar-Eisenach. Bekannt wurde er durch seine Veröffentlichung “Schloß Wartburg”. In jüngerer Zeit wurden zudem seine Bemühungen um die Armenfürsorge in der Stadt Eisenach gewürdigt.

## Familiäre Herkunft
Johann Carl Salomo Thon war das jüngste von 8 Kindern des herzoglich Sachsen-Eisenacher Amtmanns im Amt Lichtenberg Johann Heinrich Christian Thon (1699–1784) und dessen Ehefrau Magdalena Johanna Juliana Limpert (1711–1795). Er wurde wie fünf seiner Brüder und zwei Schwestern auf der Lichtenburg bei Ostheim geboren. Sein ältester Bruder Heinrich Christian Kaspar Thon (1730–1807) war der Vater von Christian August Thon (1755–1829).

## Schulische Ausbildung und beruflicher Werdegang
Nach dem Besuch der Schule des Waisenhauses Halle, wo sein älterer Bruder Friedrich Elias Thon (1740–1777) vor dessen pfarramtlicher Tätigkeit in Zillbach und Kaltensundheim als Lehrer tätig war, studierte Johann Carl Salomo Thon Rechtswissenschaft in Jena. Mit 21 Jahren schloss er das Studium ab und absolvierte beim Vater in Ostheim ein Praktikum. Da bereits zwei Brüder beim Amt Ostheim oder Lichtenburg angestellt waren, bewarb sich Thon bei der Landesfürstin Anna Amalia von Braunschweig-Wolfenbüttel um einen Posten im Herzogtum. Daraufhin wurde ihm eine Anstellung als Kammerassessor bei der Landesregierung in Eisenach übertragen. 1786 ernannte ihn Herzog Carl August zum Landkammerrat und 1802 zum geheimen Kammerrat. Als 1809 die Eisenacher Kammer mit der zu Weimar vereinigt wurde, blieb Thon als Deputierter in Eisenach, um die laufenden Geschäfte im Eisenacher Kreis zu besorgen. 1814–1822 hatte er als Nachfolger seines Neffen Christian August Thon die Leitung des Oberkonsistoriums inne. Damit oblag ihm die Aufsicht über die gesamten Erziehungsanstalten und über die evangelische Kirche im Großherzogtum. 1816 wurde er für sechs Jahre als Abgeordneter der Eisenacher Bürgerschaft in den Landtag nach Weimar gewählt. 1823 wurde er Vorsitzender der Fischerei-Kommission und 1824 Vorsitzender der Straßenbau-Kommission. Mit 77 Jahren wurde Thon 1829 in den Ruhestand verabschiedet und im Jahr darauf starb er.

## Familie
1782 heiratete Thon die Schriftstellerin Eleonore Sophie Auguste Röder, Tochter des Sachsen-Weimarer Kammersekretärs August Friedrich Röder in Eisenach. Seit 1796 war sie gelähmt und konnte nur in einem für sie angefertigten Spezialsessel sitzen. Kurz nach ihrem Tod, 1807, starb auch der einzige gemeinsame Sohn Eduard. Als junger Soldat in österreichischen Diensten wurde er als verschollen gemeldet.

## Verdienste und Würdigung
1808 wurde auf Empfehlung von Johann Carl Salomo Thon die Landstraße von Eisenach nach Wilhelmsthal gebaut. Als Landkammerrat erhielt er zudem die Aufträge, das Archiv der Wartburg zu ordnen sowie das Armenwesen der Stadt Eisenach zu untersuchen und Lösungsvorschläge für dessen Neugestaltung darzulegen. Als ein Ergebnis ersterer Tätigkeit entstand das Buch „Schloß Wartburg; ein Beitrag zur Kunde der Vorzeit“, das in vier Auflagen (1792, 1795, 1815 und 1872) erschien. Das Buch gilt als der erste Ortsführer für die Wartburg.
Thons Bedeutung für das Armenwesen der Stadt Eisenach wurde wissenschaftlich untersucht:

„Stefan Wolter hat in seinem Buch ‚Bedenket das Armuth. Das Armenwesen der Stadt Eisenach im ausgehenden 17. und 18. Jahrhundert' die Leistungen Johann Carl Salomo Thons für das Armenwesen gewürdigt und dessen Reformprogramm eingehend beschrieben. Als Quelle diente ihm ein knapp 100 Seiten langer handschriftlicher Bericht, den Johann Carl Salomo Thon 1788 verfasste und der den Titel trägt: ‚Die nähere Darstellung der dermaligen Verfassung des Armen-Wesens.' Wolter führt darin aus, wie es Thon nach jahrelangem Streit mit dem Konsistorium gelang, die dem Armenwesen zugedachten Kapitalien und Spendengelder auch wirklich der Armenpflege zukommen zu lassen. In seinem Bemühen wurde er vom Herzog Carl August unterstützt, ohne dessen Rückhalt er sich nicht gegen das Konsistorium hätte durchsetzen können.“

Von Thons Beherztheit bei seinen Tätigkeiten zeugten auch etliche Verse, die er selber entwarf. An einer Felswand der Straße nach Wilhelmsthal findet sich die Inschrift: „Des wohlthätigen Herrschers Wort gab den Wanderern hier sichere Straße auf wüsten Gebirgen.“ Zwecks Hebung der Spendenfreudigkeit für die Armenfürsorge entwarf er neue Aufschriften für die Sammelbüchsen, die vielerorts (unter anderem in den Gasthöfen der Stadt) aufgestellt waren:

„Auch ist mir der Gedanke beygegangen, unter dem Bild der heiligen Elisabeth, welche nach selbigem die Armen erquickt und unterstützt, in der Wartbuger Kirche, wo doch viele Fremde hinkommen, eine Büchse mit der Aufschrft (…) anzubringen:
                                              ‚Oh ihr Edlen, denket bey dem Bilde
                                             iener Menschenfreundin doch voll Milde
                                                an den Armen, dessen Dank Euch lohnt!
                                                  Und es blüh auf Euren Wegen,
                                                 Euch die süße Freud entgegen,
                                               die allein in guten Herzen wohnt.'“

Letztere lehnte der damalige Oberkonsistorialpräsident und Geheime Rat Johann Ludwig von Bechtolsheim der Länge wegen ab und ordnete die Aufschrift „Bedenket das Armuth“ an, die seither an vielen Stellen in der Stadt präsent war.
Als fatal erwies sich Thons Beschluss (1817), die Lichtenburg, „Stätte seiner Geburt und Jugend“, an Ostheimer Büger zu verkaufen. Er musste mit ansehen, dass die Käufer die Burg als Steinbruch nutzten. Zwei Jahre später wurden daher von der Regierung zunächst der 30 m hohe Bergfried und 1843 die noch vorhandenen Mauerreste zurückgekauft.
Für seine 56-jährige Tätigkeit als Staatsdiener im Herzogtum Sachsen-Weimar Eisenach wurde ihm das Komturkreuz des weißen Falkenordens verliehen. Die wissenschaftliche Analyse der Reformbemühungen Thons kommt zu dem Schluss:

„Johann Carl Salomo Thon, der sich im Laufe seines Lebens weder von seinem langen Zopf noch von seinen kurzen Beinkleidern mit silbernen Knieschnallen trennen konnte, mag in vielen Punkten traditionell gedacht und gehandelt haben, doch verweist seine Persönlichkeit bereits auf einen neuen Beamtentyp. Mit Engagement und Pflichtgefühl kümmerte er sich unermüdlich um neue Einkünfte der Almosenkasse und trug zur zentralen Verwaltung der Gelder bei. Indem er auf den Ausbau der Sozialsteuern setzte, indem er die Stadt in Aufsichtsbezirke einteilen und die Häuser nummerieren ließ, wodurch sich künftig kaum jemand der bürokratischen Beobachtung entziehen konnte, gab er dem sich entwickelnden Staat Autorität. Eine Autorität, die im 18. Jahrhundert allerdings noch nicht realisiert wurde.“

## Schriften
- Schloß Wartburg. Ein Beytrag zur Kunde der Vorzeit. Gotha 1792. (digitale-sammlungen.de)
  - Vierte, vermehrte und verbesserte Auflage. Eisenberg 1826. (digitale-sammlungen.de)